# آرثر زواني
آرثر زواني (بالإنجليزية: Arthur Zwane)‏ هو لاعب كرة قدم جنوب أفريقي في مركز الوسط، ولد في 20 سبتمبر 1973 في سويتو في جنوب أفريقيا. شارك مع منتخب جنوب أفريقيا تحت 20 سنة لكرة القدم. أما مع النوادي، فقد لعب مع أورلاندو بيراتس وكايزر تشيفز ونادي أمازولو ونادي جومو كوزموز.

## وصلات خارجية
- آرثر زواني على موقع الاتحاد الدولي (مؤرشف)  (الإنجليزية)
- آرثر زواني على موقع قاعدة بيانات كرة القدم.إي يو (الإنجليزية)
- آرثر زواني على موقع ناشيونال فوتبول تيمز (الإنجليزية)
- آرثر زواني على موقع Soccerway.com (الإنجليزية)
- آرثر زواني على موقع عالم كرة القدم.نت (الإنجليزية)